# Loitsche
Loitsche este o comună din landul Saxonia-Anhalt, Germania.